# Adriana Falcão

Adriana Franco de Abreu Falcão (Río de Janeiro, 12 de febrero de 1960) es una escritora, productora y guionista brasileña. En la actualidad es guionista del canal TV Globo. Escribe para series como Comédias da vida privada y A grande família, y guiones para cine y para la serie Mujer.

## Vida
Es nieta del escritor y político brasileño Augusto Gonçalves de Sousa Júnior (1896-1945).
Nacida en Río de Janeiro, a los 11 años de edad se trasladó con su familia a Recife (en el extremo noreste de Brasil).
Su padre, Cayo Franco de Abreu, se suicidó; y un tiempo después, su madre, María Teresa Augusta Izabel de Souza, también se suicidó con una dosis letal de somníferos.
En Pernambuco se casó con el profesor Tácio de Almeida Maciel y se graduó en Arquitectura.
En esa época tuvo su primera hija, Tatiana Maciel. Nunca ejerció como arquitecta, pronto descubrió su vocación por la literatura. Después se casó con el cineasta y guionista João Falcão (1953-), con quien tuvo dos hijas más, Clarice y María Isabel.
En 1995 volvió a vivir en Río de Janeiro, donde comenzó a escribir para la televisión y el cine. Sus diálogos gustaban a los actores y directores, que empezaron a utilizarlos en sus obras.
Su primera novela fue A máquina (‘la máquina’). Escribió para series como Comédia da vida privada, A grande família, además de escribir guiones.
Publica actualmente crónicas en el diario O Estado de São Paulo.

## Trabajos

### Cine
- 2000: O auto da compadecida.
- 2005: A máquina (coescrita con su esposo João Falcão).
- 2006: Se eu fosse você.
- 2006: El año que mis padres se fueron de vacaciones.
- 2006: Irma Vap: o retorno.
- 2006: Fica comigo esta noite.
- 2007: Chega de saudade (colaboración).
- 2008: Só dez por cento é mentira (productora).
- 2008: A mulher invisível (coguionista).
- 2009: Se eu fosse você 2.
- 2010: Eu e meu guarda-chuva (adaptación).
- 2012: O inventor de sonhos (coguionista con Ricardo Nauenberg).
- 2013: Se eu fosse você 3 (guionista).

### Televisión
- 1999: O auto da compadecida (serie de televisión).
- 2001-2012: A grande família (serie de televisión).
- 2004: Sitcom.br (serie de televisión).
- 2009: Decamerão, a comédia do sexo (serie de televisión), dos episodios: «O ciúme» y «O vestido».
- 2010: As cariocas (serie de televisión), guionista colaboradora en el episodio «A noiva do Cateté».
- 2012: As brasileiras (serie de televisión), guionista del episodio «A venenosa de Sampa».
- 2012-2013: Louco por elas (serie de televisión), 14 episodios.

### Libros y textos
- 1999: A máquina (Editora Objetiva).
- 2001: Mania de explicação[7]
- 2002: Luna clara & Apolo Onze.
- 2002: Histórias dos tempos de escola: Memória e aprendizado.
- 2003: O doido da garrafa (Editora Planeta).
- 2003: Pequeno dicionário de palavras ao vento (Editora Planeta).
- 2003: Contos de estimação (Editora Objetiva).
- 2004: A comédia dos anjos (Editora Planeta).
- 2004: PS Beijei.
- 2005: A tampa do céu.
- 2005: Contos de escola.
- 2005: O zodíaco: doze signos, doze histórias.
- 2005: Tarja preta (Editora Objetiva).
- 2007: Sonho de uma noite de verão (colección Devorando Shakespeare, Editora Objetiva).
- 2009: A arte de virar a página (Editora Fontanar, con imágenes de Leonardo Miranda).
- 2010: O homem que só tinha certezas (Editora Planeta).